# Artix (Ariège)
Artix é uma comuna francesa na região administrativa de Occitânia, no departamento de Ariège.